# Les Différents Aspects de la culture islamique
 (juillet 2011).
Si vous disposez d'ouvrages ou d'articles de référence ou si vous connaissez des sites web de qualité traitant du thème abordé ici, merci de compléter l'article en donnant les références utiles à sa vérifiabilité et en les liant à la section « Notes et références ».

L’ouvrage sur Les Différents Aspects de la culture islamique, projet entrepris par l’UNESCO dans le cadre des Histoires générales et régionales, est une série unique de six volumes thématiques ayant pour objectif de présenter au public les multiples facettes de la culture islamique et dont le sujet traverse toutes les régions et aborde des questions d’une brulante actualité : le message de l'Islam, les importants apports de la culture islamique au progrès de l’humanité ainsi que ses réponses aux défis du monde actuel. 

## Principaux thèmes et objectifs
Cette collection aborde les bases qui constituent les piliers de la foi et les fondations de l’Islam (volume I), le statut de l’individu et de la société en Islam (volume II), la propagation de l’Islam depuis la Révélation : les espaces arabe, asiatique, africain et européen de l’Islam ouverts devant la nouvelle profession de foi (volume III), l’apport fondamental, en matière de sciences et de techniques, de la civilisation islamique à la connaissance humaine (volume IV), les productions éducatives et culturelles - littérature, arts, beaux arts, artisanat, architecture, historiographie – de la civilisation islamique (volume V) et enfin, l’Islam aujourd’hui entre la fidélité à son passé et la nécessaire conquête de la modernité voire la post-modernité (volume VI).

## Histoire du projet
Initié en 1990, le projet s’achèvera fin 2011. Les volumes publiés en anglais seront traduits en arabe et en français. Le volume II est publié en français et en arabe et le volume III sort en arabe et en anglais en 2011. À la suite de la publication en 2001 du volume IV, Science and Technology in Islam (Parts 1&2), l’UNESCO a publié un livre intitulé l’Apport scientifique arabe à travers les grandes figures de l’époque classique rédigé par le Professeur Salah Ould Moulaye Ahmed et paru en 2005 pour promouvoir l’utilisation de cette collection à des fins pédagogiques et culturelles.
De la même façon, une conférence internationale a été organisée les 15 et 16 décembre 2005 en coopération avec le Secteur des Sciences de l'UNESCO concernant l’introduction de l’histoire des sciences dans l’enseignement supérieur dans les pays musulmans. 

## Volumes
- Volume I : The Foundations of Islam, directeurs du volume : Z. I. Ansari et I. I. Nawwab
- Volume II : The Individual and Society in Islam, directeurs du volume : A. Bouhdiba et M. Ma ‘ruf al-Dawalibi
- Volume III : The Spread of Islam Throughout the World, directeurs du volume : I. El Hareir et El Hadj Ravane M’Baye
- Volume IV : Science and Technology in Islam, directeurs du volume : A. Y. Al-Hassan, A. Z Iskandar et M. Ahmed :
  - Partie 1 : The Exact and Natural Sciences
  - Partie 2 : Technology and Applied Sciences
- Volume V : Culture and Learning in Islam. Directeur du volume : E. Ihsanoglu
- Volume VI : Islam in the World Today. Directeurs du volume : A. Kettani, I. D. Thiam et Y. A. Talib.